# Georges Stimart
Georges Stimart, né le 9 janvier 1886 dans le village de Walhain-Saint-Paul, en Brabant wallon, et mort le 5 janvier 1952 à Knocke, est un peintre  impressionniste belge. 

## Biographie
Georges Joseph Marie Stimart est le fils d'Eugénie Danté et de Victor Stimart.

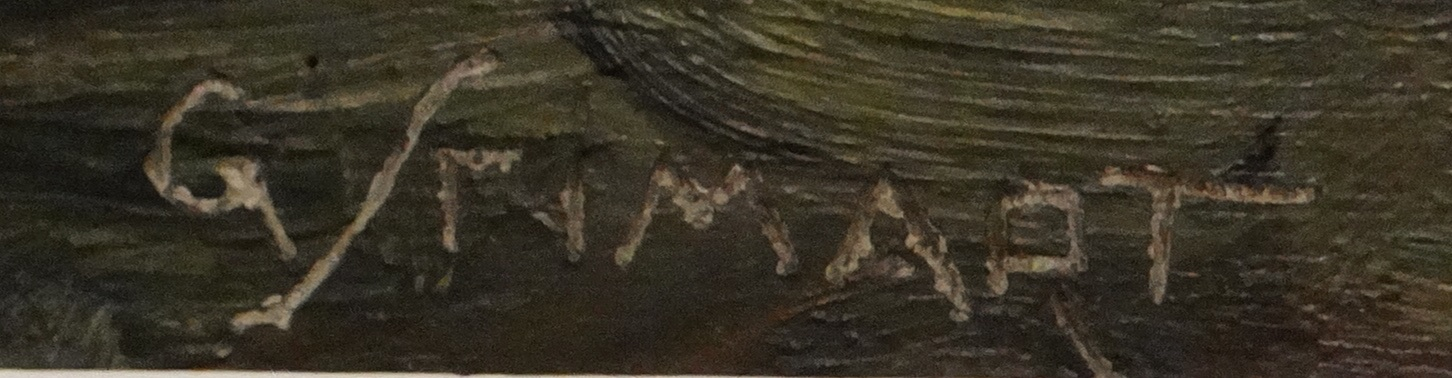
Signature de Georges Stimart

Le 20 février 1909, il épousa à Louvain Amanda Marie Agnès Justine Ausloos (née le 6 décembre 1887, Louvain). Le jeune couple s'établit alors dans la commune de Héverlé près de Louvain où ils eurent deux enfants: Georges, mort à la guerre de 1940-5 à 20 ans, et Claire Stimart décédée en 2005.
Lorsque la Première Guerre mondiale éclate, Georges Stimart répond à l'appel pour combattre dans l'armée belge. Il participe entre autres à la Bataille d'Ypres.
Vétéran émérite, il part s'établir avec sa famille à Knocke-Heist où ils habitèrent le sentier Flamand, no 9.

En 1928, il fait construire en digue de mer à Albert-Plage le Grand Hotel Astoria (détruit en 1997), qu'il exploite jusqu'à sa mort en 1952. 

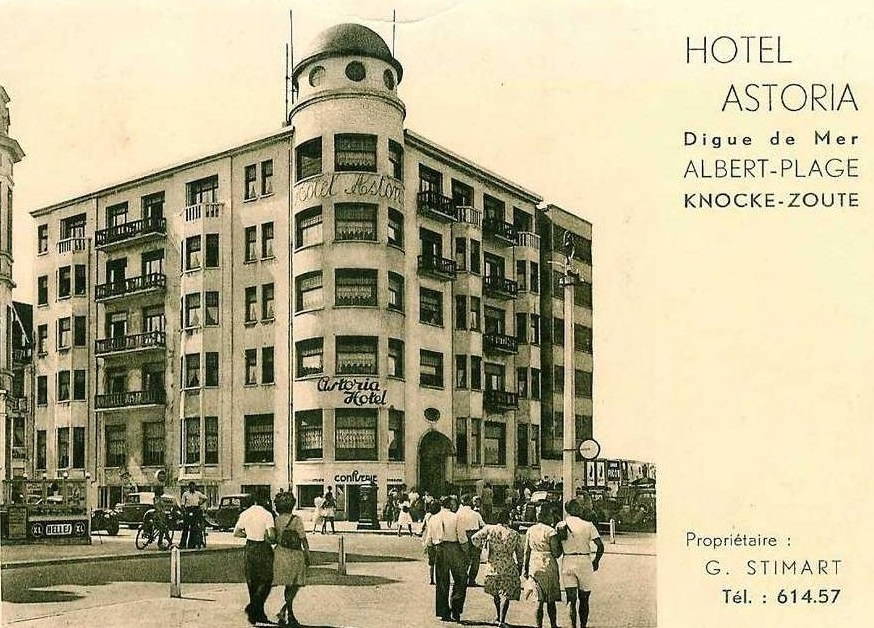
Grand Hotel Astoria, Knocke-Heist vers 1950

L'hôtel, de style Art-déco, sera alors vendu à l'investisseur britannique A. Bonnehill, propriétaire à Knocke des hôtels Argousiers et Britannia.
Enterré au vieux cimetière Sint-Helena kerkhof de Knocke, Georges Stimart reçoit les honneurs militaires.

## Son œuvre
Georges Stimart consacra l'essentiel de son œuvre à représenter le champêtre et l'authentique qu'il apprécie dans la campagne des Flandres Occidentales et, tout particulièrement, dans l'arrière pays de Knocke. 
Il peint, ainsi, de nombreuses fermettes flamandes (nl), des villages de pêcheurs, des chemins bordés de saules têtards, des paysages de polders et autres vues pittoresques.